# Verily
Verily (Anteriormente Google Ciencias de la Vida) es la organización de investigación de Alphabet Inc. dedicada al estudio de las ciencias de la vida. La organización era anteriormente una división de Google X, hasta el 10 de agosto de 2015 cuándo Sergey Brin anunció que la organización se convertiría en una filial independiente de Alphabet Inc. Este proceso de reestructuración se completó el 2 de agosto de 2015. El 7 de diciembre de 2015, Google Ciencias de la Vida fue renombrado Verily.

## Investigadores
A partir de julio de 2014, los miembros del equipo de investigación incluyen Andrew Conrad, fundador del Instituto Nacional de Genética de LabCorp Instituto de Genética Nacional; Vik Bajaj, un experto en resonancia magnética nuclear; Marija Pavlovic, que estudia el efecto de radiación en el ADN; Alberto Vitari, un biólogo del cáncer; Brian Otis, que trabajó en la lente de contacto con detección de glucosa de Google Venture; y Mark DePristo, que trabajó en el GATK en el Instituto Broad. Ell Dr. Thomas R. Insel anunció el 15 de Septiembtre de 2015, que dimitía como el director del Instituto Nacional de Salud Mental (NIMH) para unirse a esta división.

## Adquisiciones
El 9 de septiembre de 2014, la división adquirió el Laboratorio Lift, los fabricantes de Liftware.

## Proyectos
- Lentes de contacto que permiten a las personas con diabetes a controlar continuamente sus niveles de glucosa usando un método no intruso.[9]
- Desarrolla soluciones integrables que combinen dispositivos, software, medicamentos, y atención profesional para permitir un manejo de enfermedades simple e inteligente para las personas con diabetes, en asociación con Sanofi.[10]
- Una cuchara para personas con temblores.[11]
- El Study Baseline, un proyecto para recopilar información sobre dispositivos genéticos, molecular, y portátiles de suficientes personas para crear una imagen de lo que debería ser una persona saludable.[12]
- Una pulsera de seguimiento de salud.[13]
- Una plataforma de nanopartículas para detectar enfermedades que funcionan con la pulsera, un proyecto llamada Tricorder.[14][15]
- Avances en robótica quirúrgica, en asociación con Johnson & Johnson.[16]
- Desarrollo y comercialización de medicamentos bioelectronicos, en sociedad con GlaxoSmithKline[17]
- Desarrollo de monitores de glucosa continua miniaturizados (CGM) en asociación con Dexcom[18]